# St. Hubertus (Flittard)

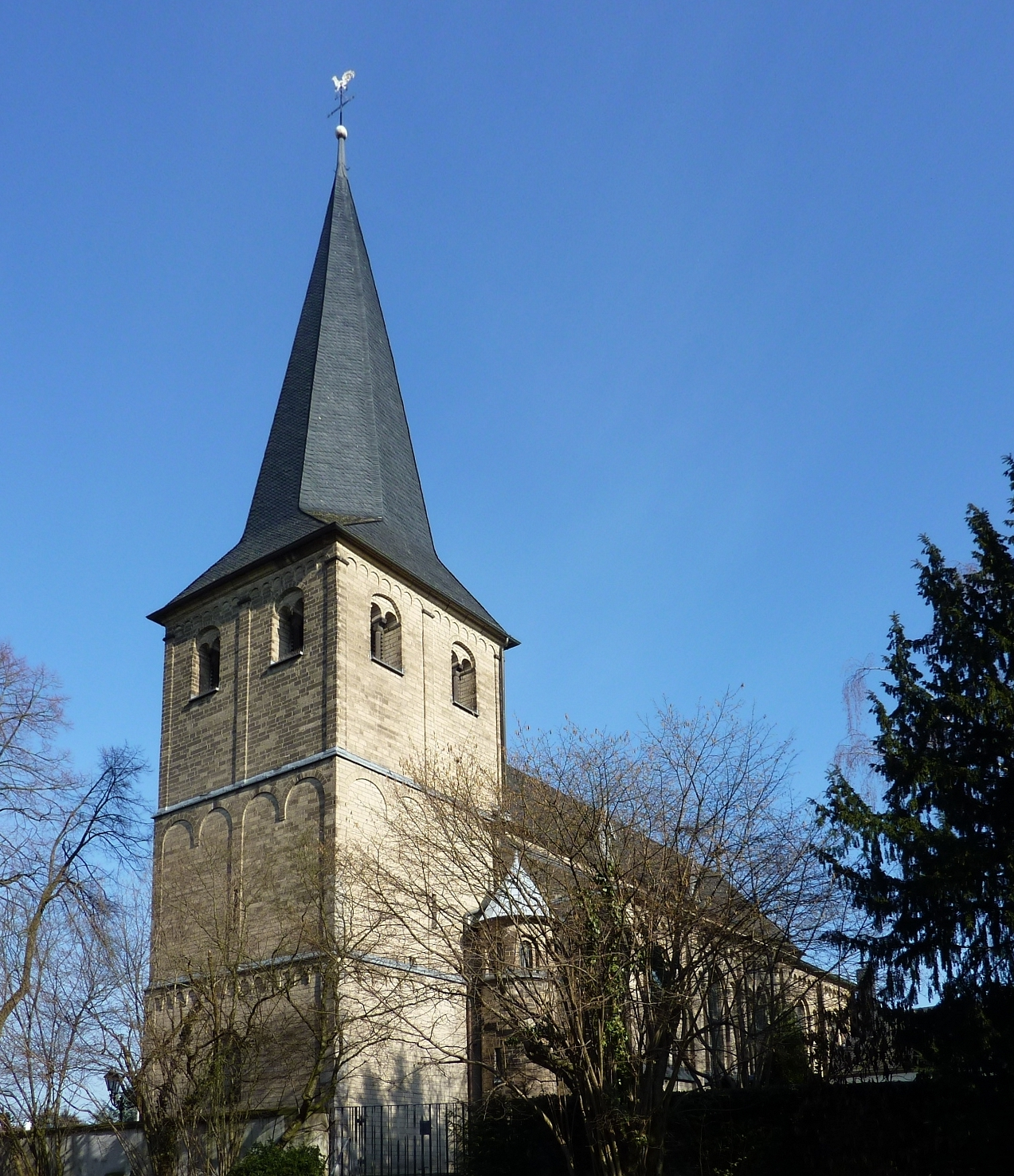
Der romanische Turm von St. Hubertus

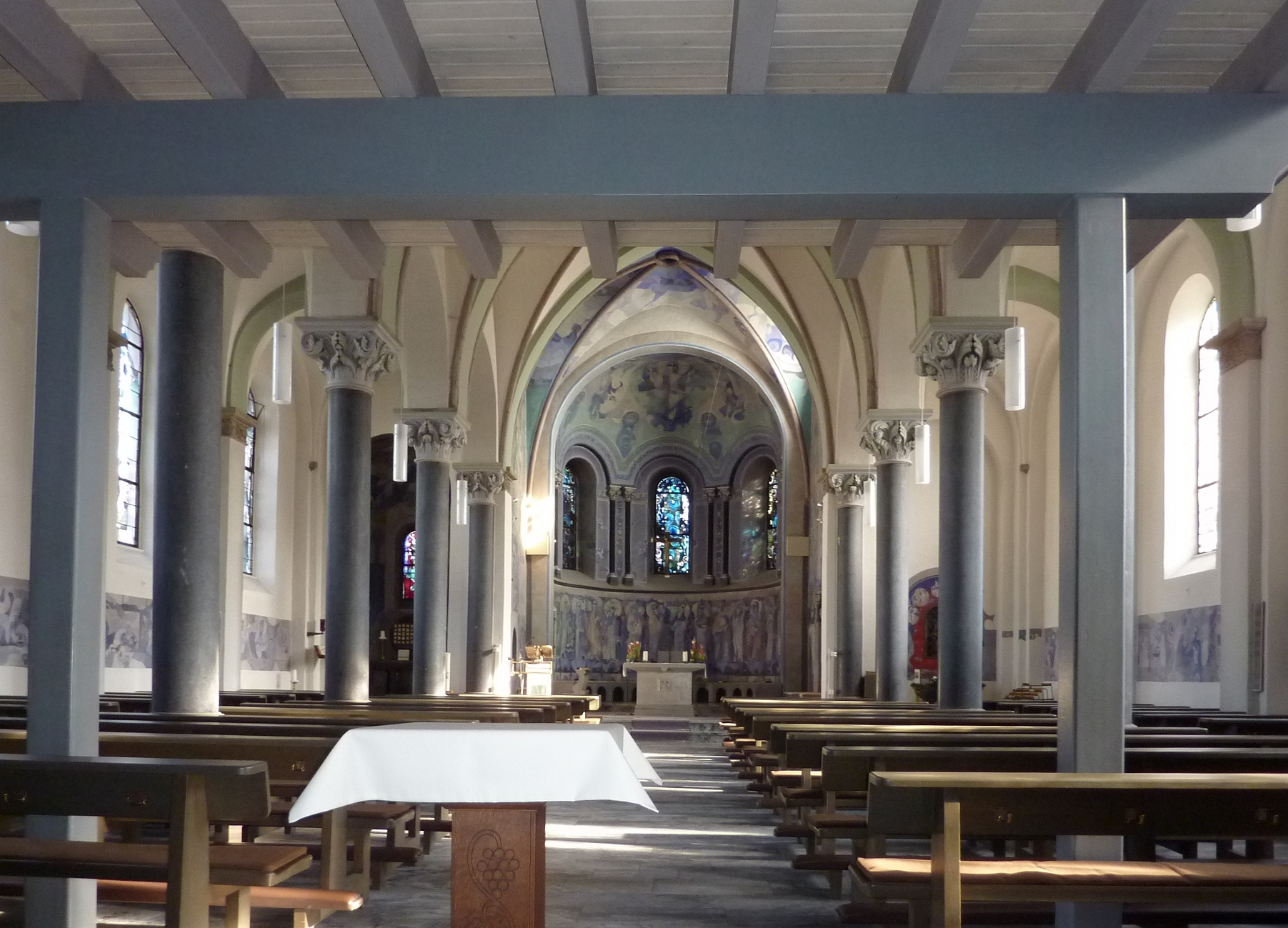
Inneres

St. Hubertus ist eine römisch-katholische Kirche in Köln-Flittard.

## Geschichte und Architektur
Im Jahr 989 wurde die bis dahin dem Kölner Kunibertstift gehörende Kirche in Flittard (Fliterthe) durch den Kölner Bischof Everger dem Kloster St. Martin überwiesen. Im 12. Jahrhundert entstand der noch bestehende romanische Turm der heutigen Kirche. Das romanische Langhaus wurde 1897 durch einen neoromanischen Neubau als dreischiffige Staffelhalle aus Tuff von fünf Jochen mit Halbkreisapsis ersetzt. Entworfen wurde das neue Langhaus von Architekt Theodor Kremer. Auch das nördliche Seitenschiff besitzt eine kleine Apsis. Der ebenfalls in Tuffstein auf quadratischem Grundriss aufgeführte dreigeschossige Turm ist durch Lisenen und Rundbögen gegliedert.